# Bieniewiec (herb szlachecki)
Bieniewiec – polski herb szlachecki, nadany w Królestwie Kongresowym.

## Opis herbu
W polu błękitnym wokół snopa złotego wąż zielony dwa razy owinięty z głową do góry.
W klejnocie nad hełmem w koronie trzy pióra strusie.
Labry błękitne podbite złotem.

## Najwcześniejsze wzmianki
Nadany 25 maja 1845 roku Juliuszowi Wilhelmowi Brunwej przez Mikołaja I.

## Herbowni
Brunwej.